# بيكاروها

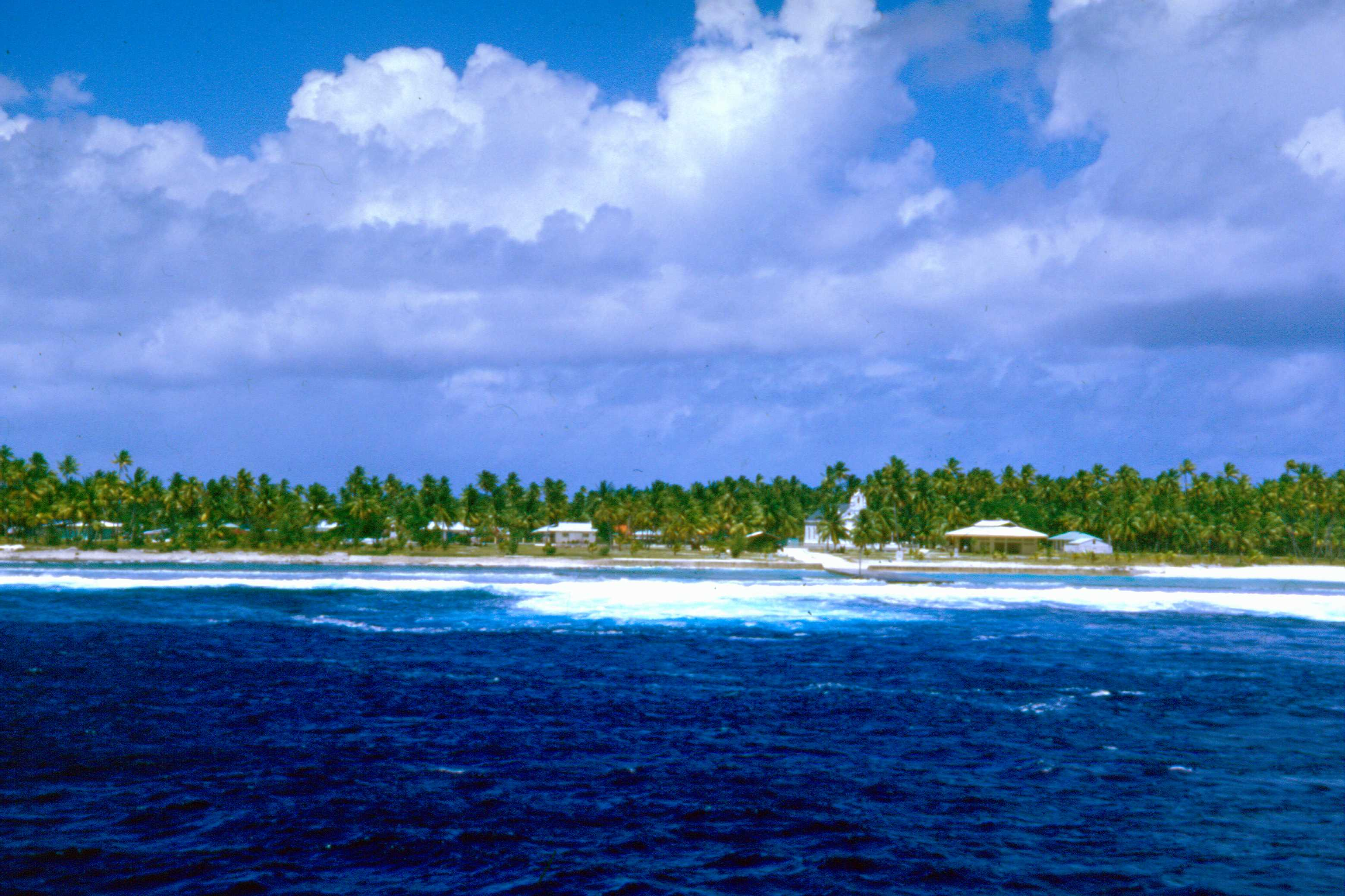
منظر من الجزيرة

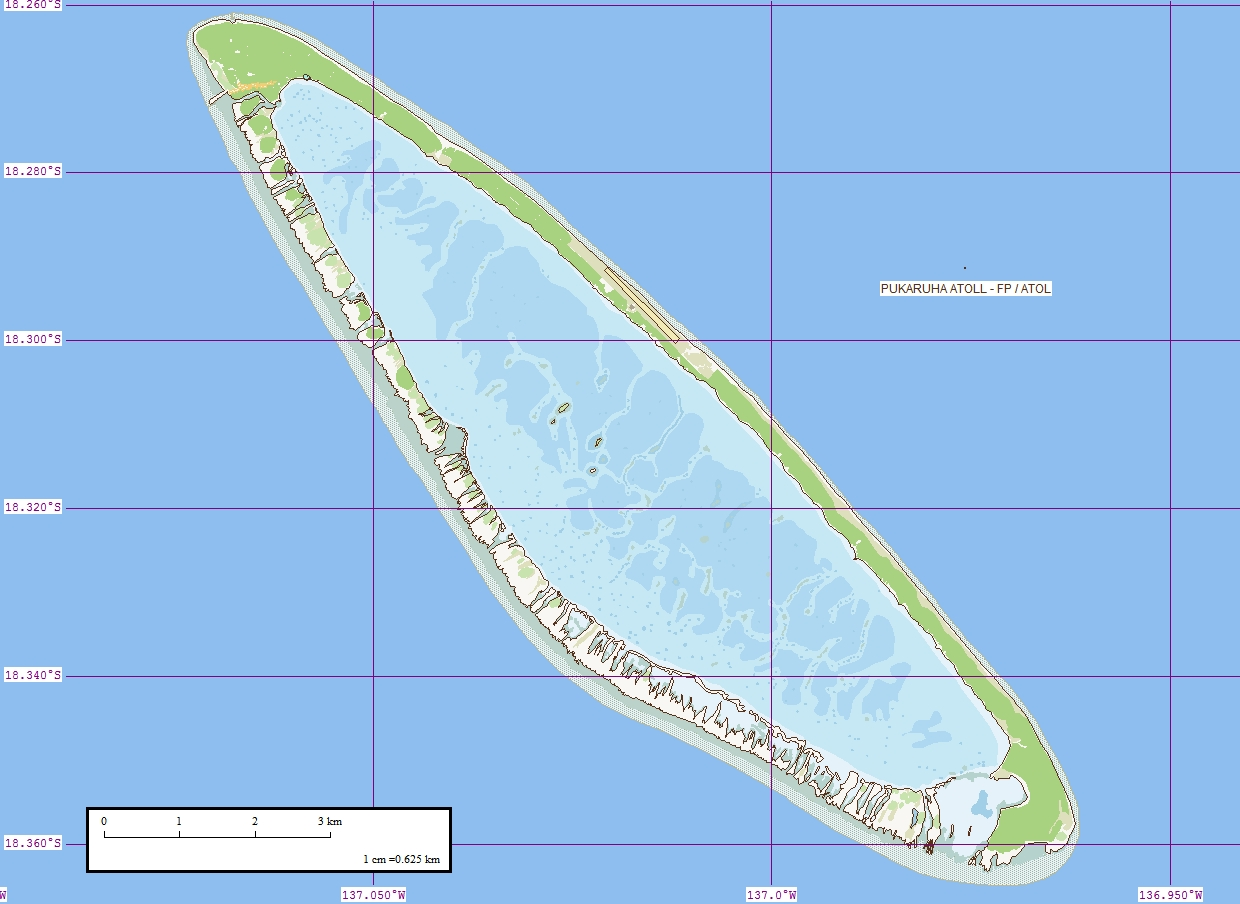
خريطة الجزيرة

بيكاروها وتسمى باللغة الإنجليزية Pukarua، وهي جزيرة مرجانية شرق أرخبيل توياماتو، وهي أقرب الجزر المرجانية من رياو. ويبلغ طول هذه الجزيرة 17 كيلومتر، وبعرض 4.5 كيلو متر. وهي جزيرة طولية الشكل تحتوي على الكثير من الشعاب المرجانية، وكذلك تحتوي على الكثير من الجزر الصغيرة المحيطة بها، كما تمتلك رصيف للسفن الصغيرة والمتوسطة الحجم.

## السكان
يبلغ عدد سكان جزيرة بياكروها نحو 200 نسمة، يسكنون قرية ماراوتاقاروا، وهي القرية الوحيدة المأهولة في هذه الجزيرة.

## التاريخ
لقد زار الأوربيين هذه الجزيرة في عام 1979، عندما كان البحار البريطاني جيمس ويلسون يبحر من جزيرة تونغاتابو إلى جزيرة ماركيز لى سفينة تسمى "داف"، وعند وصوله إلى جزيرة باكاريوها لم يجدها مأهولة بالسكان، ولكن بعد ذلك بثلاثين عاماً وصلها مستكشف بريطاني آخر اسمه فريدريك بيتشي، ومن ثم بدأت الحياة البشرية فيها.

## المواصلات
يوجد في جزيرة بيكاروها المرجانية مطار وحيد، تم افتتاحه في عام 1979، ومن ثم تم توسيع مدرج المطار من 900 متر إلى 1200 متر في أبريل من عام 2006.